# Регіональні кухні середньовічної Європи
Регіональні кухні середньовічної Європи були результатом кліматичних відмінностей, сезонного різновиду їжі, політичного управління і релігійних звичаїв, які різнилися по всьому континенту. Хоча широких узагальнень слід уникати, більш-менш виразні області, де домінували певні харчові продукти можна розрізнити. Клімат на Британських островах, північній Франції, Нижніх країнах, північних німецькомовних областях, Скандинавії і Балтики загалом занадто жорсткий для вирощування винограду і маслин. На півдні, вино було поширеним напоєм як серед багатих, так і бідних (хоча зазвичай простолюдин повинен був погодитися на дешеві вина другого віджиму), на півночі головним напоєм простолюдина було пиво, в той час як вино — дорогий імпортний продукт. Цитрусові (хоча і не скількох видів як сьогодні) і гранати поширені навколо Середземномор'я. Сушені інжир і фініки зустрічалися часто й на півночі, але використовувалися досить рідко в кулінарії.
Оливкова олія — поширений інгредієнт на Середземномор′ї, але залишається дорогим імпортом для півночі, де альтернативою виступали: макова олія, горіхова, з ліщини та фундука. Вершкове масло і сало після страшної смертності внаслідок Чорної Смерті стали менш дефіцитними і використивувались у великих кількостях в північних і північно-західних регіонах, особливо в Нижніх країнах. У всій Європі майже універсальним продуктом для середнього і вищого класу був мигдаль, інгредієнт мигдалевого молока, яке використовувалося як замінник яєць або молока у стравах, адже гіркий мигдаль з'явився набагато пізніше.

## Центральна Європа

### Німеччина

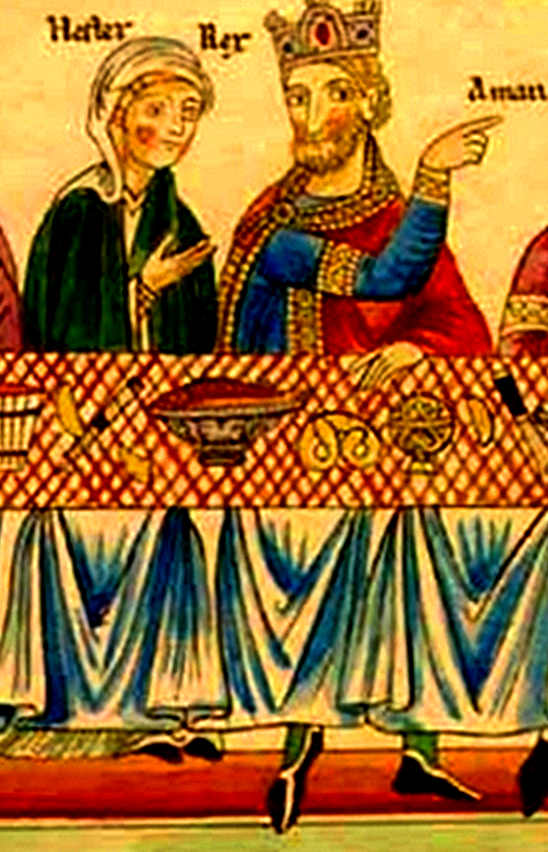
Королева Есфір і Король Ахашверош обідають; на столі стоїть страва з рибою і претцель; ілюстрація з Hortus deliciarum, Ельзас, пізнє XII століття.

Протягом Середньовіччя не було держави, яка б об'єднала всі або хоч більшість існуючих німецькомовних народів. Карта була всіяна незначними королівствами, вільними містами і, у Високому та Пізньому Середньовіччі, порти контролювалися Ганзейською унією, потужним торговим альянсом. Більшість з них були під широко визначеним сюзеренітетом Священної Римської імперії. Визначення «Германія» стосувалося земель, де розмовляли верхньонімецькою і нижньонімецькою мовами, яка простягалася приблизно від Ельзасу на заході до Сілезії на сході і від Тіролю на півдні до узбережжя Балтійського моря на півночі.
Хоча різні форми страв, що складалися з рідкого тіста або тіста, приготованого на жиру, такі як млинці, оладки і пончики, були поширені в більшості країн Європи, вони особливо популярні серед німців і відомі як «krapfen» (давньоверхньонімецькою: «кіготь, гачок») і дуже схожі на щедро висмажену випічку сьогодні. Через широке використання смальцю і масла у приготуванні їжі німці здобули репутацію «гладкі німці». Оскільки маслини не вирощувалися, оливкова олія була дорогим імпортом. Олії отримували з різних доступних горіхів, але у відносно мізерній кількості. Безумовно, найбільш поширеними джерелами жиру було масло і, перш за все, смалець. Ціни на рибу в цілому високі, і, хоча вона була недоступною для більшості людей протягом більшої частини періоду, потреба вживати рибу протягом пісних днів може означати значне збільшення витрат у заможних господарствах. Гірчиця використовувалась і в інших частинах Європи задовго до Середньовіччя, проте, особливо поширена в Німеччині. Мандрівні звіти Есташа Дешам, французького поета XIV століття, демонструють його невдоволення відомим німецьким звичаєм намазувати м'ясо великою кількістю гірчиці.

### Польща
Найбільш поширеними зернами в Польщі були просо і пшениця. Вирощували ячмінь і овес, але в основному як корм для тварин або для виробництва пива. Капуста (особливо квашена капуста), кале, горох, боби і цибуля були найбільш поширеними овочами. Кріп, гірчицю і зелень петрушки додавали у тушковані страви, як смакову добавку і барвник у страви для вищих класів. Яловичина, свинина та птиця (здебільшого курка) були найбільш поширеним м'ясом, менше баранина і ягнятина. Дичина, як і всюди, високо цінується, але в дефіциті, і як правило, обмежується вищою знаттю, а ліцензії на полювання контролюються власниками землі. Риба була основною, але на відміну від німців, поляки, як правило, їли її лише в пісні дні, коли м'ясо було заборонене церквою.
Пиво споживали всі соціальні класи, виготовлялося воно з різних сортів, — і з проса, пшениці, ячменю, жита або вівса, іноді у поєднанні. Пшеничне пиво було найбільш поширеним. Багно, м'якше токсичні трави, часто використовується як інгредієнт для збільшення інтоксикації. Його змішували з хмелем, потім додавали до ячменю і пшениці для виробництва пшеничного пива, яке називали «товсте пиво». Хоча часто вважається, що загальнослов'янський напій, мед був досить дорогим і в основному вживався на весіллях і хрестинах, все ж завжди затьмарений всюдисущим пивом. Він мав високий авторитет як церемоніальний напій і використовувався під час встановлення союзів і підписання договорів. Вино загалом дуже дороге, поширене лише серед дворянства. Хоча є докази існування кількох виноградників у Польщі, проте майже всі вина імпортувалися.
Різні сорти хліба, як і «obwarzanki» продавали в Кракові ще в XIV столітті, а «placki» надійшли до сьогодні у дивовижній кількості сортів, у тому числі один сорт з яблуками, нагадує піцу. Німецькі пекарі, що працювали у польських містах здійснювали великий вплив на національну кухню. «Krepels» (з німецької Krapfen,«кіготь; гачок»), смажена випічка з сирною начинкою, подавалася з суницею або іншими фруктами, і нагадує сучасні емпанада.

## Північна Європа

### Британія

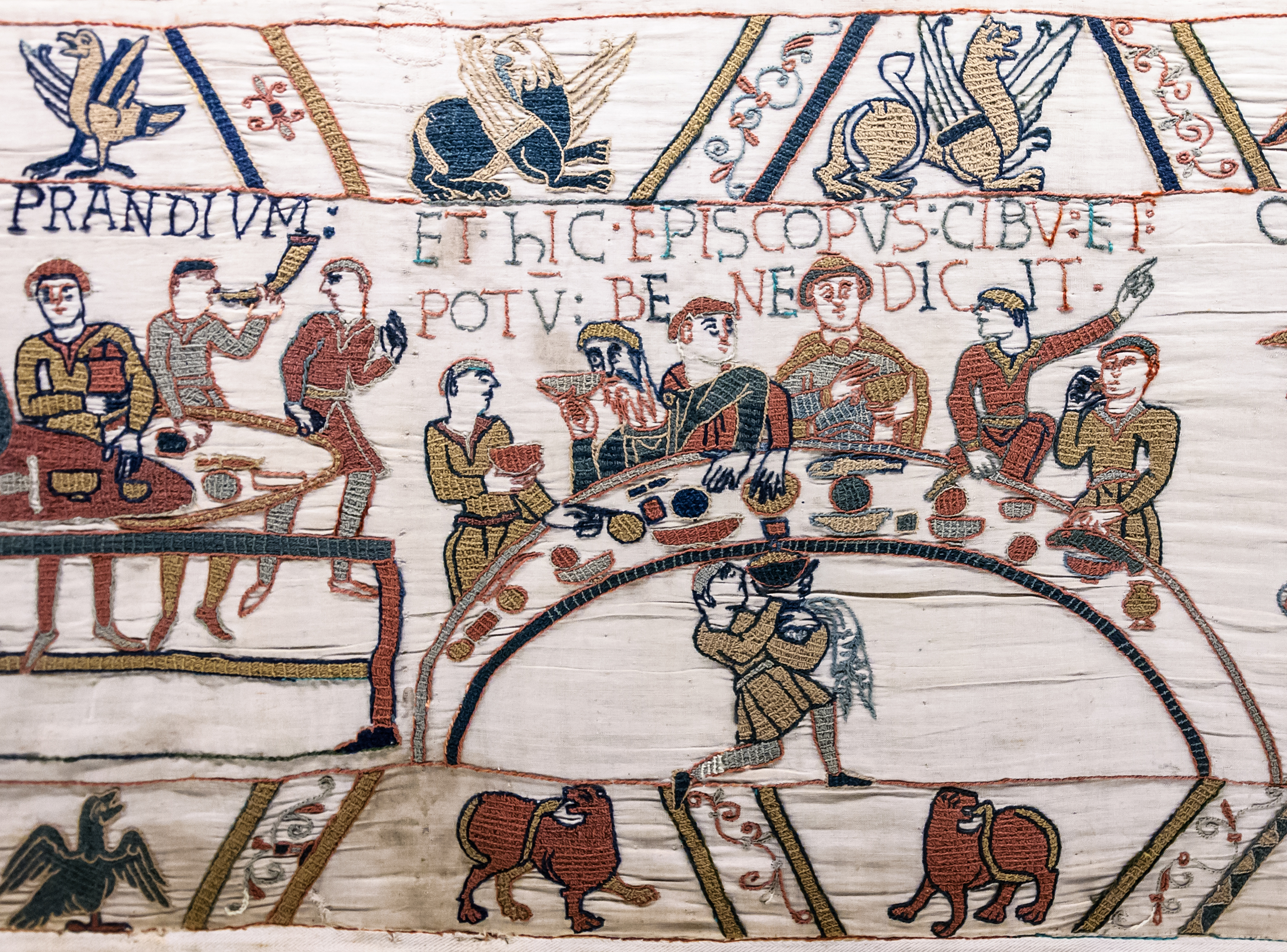
Свято Вільгельма Завойовника, елемент Гобелену з Байо, пізнє XI століття.

Чим харчувалися англосакси раннього і високого Середньовіччя до нормандського завоювання в 1066 році відомо небагато. Ель популярний напій як простолюдинів, так і знаті, традиційні страви включали різні тушковані страви, прості бульйони і супи. Рівень витонченості страв був низьким, а міжнародний вплив досить незначним. Все змінилося в XI столітті після вторгнення норманів. Разом із загарбниками прийшла нова менш провінційна знать, а також нові звички харчування, особливо серед знаті. У той час традиційна британська кухня не особливо цінувалася на міжнародному рівні, середньовічні англо-нормандські кухарі були значно вишуканіші і більш космополітичні. Раніше вважалося, що англо-нормандська кухня дуже схожа із французькою, але недавнє дослідження показало, що чимало рецептів містить унікальні риси англійської кухні. Таке упередження частково засноване через різні продукти харчування на Британських островах, але більше від впливів з арабської кухні через нормандське завоювання Сицилії. Арабські завойовники у IX столітті настільки розвинули свій спосіб життя культурно і економічно, що нормандські загарбники успадкували і адаптували багато їхніх звичок, в тому числі і кулінарну манеру. Участь норманів у хрестових походах, привела до контактів із середньосхідною і візантійською кухнями.
Витончені (інтремети), химерні і несподівано декоровані страви, що подавалися для розділення одного курсу страв від іншого, були доведені англійськими кухарями до нового рівня складності й вишуканості. Серед особливих страв середньовічної англійської кухні — pommes dorées («позолочені яблука»), котлети з баранини, курка з шафраном, желе з яєчного жовтка. Англо-нормандський варіант, pommes d'orange, приправлений і пофарбований соком гірких апельсинів.

### Скандинавія
Клімат крайньої півночі Європи робив вирощування зернових культур більш важким, тому пшениця, так популярна на півдні, тут була розкішшю. Ціна на пшеницю могла бути удвічі більшою, ніж на більш поширені зерна, ячмінь та жито. Ячменю вирощували найбільше, але великий відсоток урожаю відходив на виробництво пива, а жито — основа зернового хліба. Як і в решті частини Європи, овес використовували тільки як корм для тварин і їли його тоді, коли не було іншого вибору, як правило, у вигляді каші. Хоча злаки й знаходились в глибокій повазі серед середньовічних скандинавів і одні з найбільш часто згадуваних продуктів, продукти рослинного походження були невід'ємною частиною щоденного раціону: горох, ріпа, квасоля, морква, цибуля, цибуля порей і різноманітна зелень і трави забезпечували всіма необхідними поживними речовинами і вітамінами. Кале, різновид капусти, особливо важливий у Данії та Швеції, а також цінне джерело свіжих продуктів в зимові місяці, оскільки добре зберігається і може бути зібраний (і навіть тоді смачніше) після настання перших заморозків.
Риба мала велике значення для більшості Скандинавії, особливо ловля оселедця в Лім Фіорді і Ересунні. Великі косяки оселедця, що мігрують з Атлантичного океану у Балтійське море для живлення, прямують через певні вузькі місця, де їх ловлять у величезних кількостях. Чисельність спійманої риби становила більше, ніж достатньо, щоб прогодувати місцеве населення, а також відправляти на експорт величезну кількість копченої, і особливо, засолонеї риби. Великі ринки оселедців організовані в південній Скандинавії, особливо в Сканорі у провінції Сконе, який був в Середні віки частиною Данії. Лише з цього ринку, торгові судна Ганзейського союзу, потужної середньовічної конфедерації північних німецьких міст, експортували понад 100 000 барелів солоного оселедця протягом багатьох десятиліть Пізнього середньовіччя. Не менше, або навіть більше значення, мала тріска, яку часто ловили у Північному морі і Атлантиці, сушили, щоб зробити в'ялену рибу, та імпортували як важливий продукт харчування, особливо під час постів і Великого Посту. Багато прісноводної риби також мала велика дієтичне та економічне значення, наприклад лосось, вугор, щука і лящ.
Розведення великої рогатої худоби досить широко поширене в Скандинавії, особливо Данії, де Чорна смерть залишила величезні площі полів без нагляду і добре підходила для випасу худоби. Більшість виробленого м'яса споживалося місцевим населенням, а експортні ринки для високоякісної яловичини почали потроху формуватися після 1360-х років, і у XVII столітті досягли понад 100 тисяч тварин на рік. Все це означало, що велика рогата худоба слугувала не лише для виробництва м'яса, а й великої кількості молочних продуктів, здебільшого кисломолочних напоїв, різних сирів, а також, одного з основних експортних продуктів, вершкового масла.

## Північна Франція

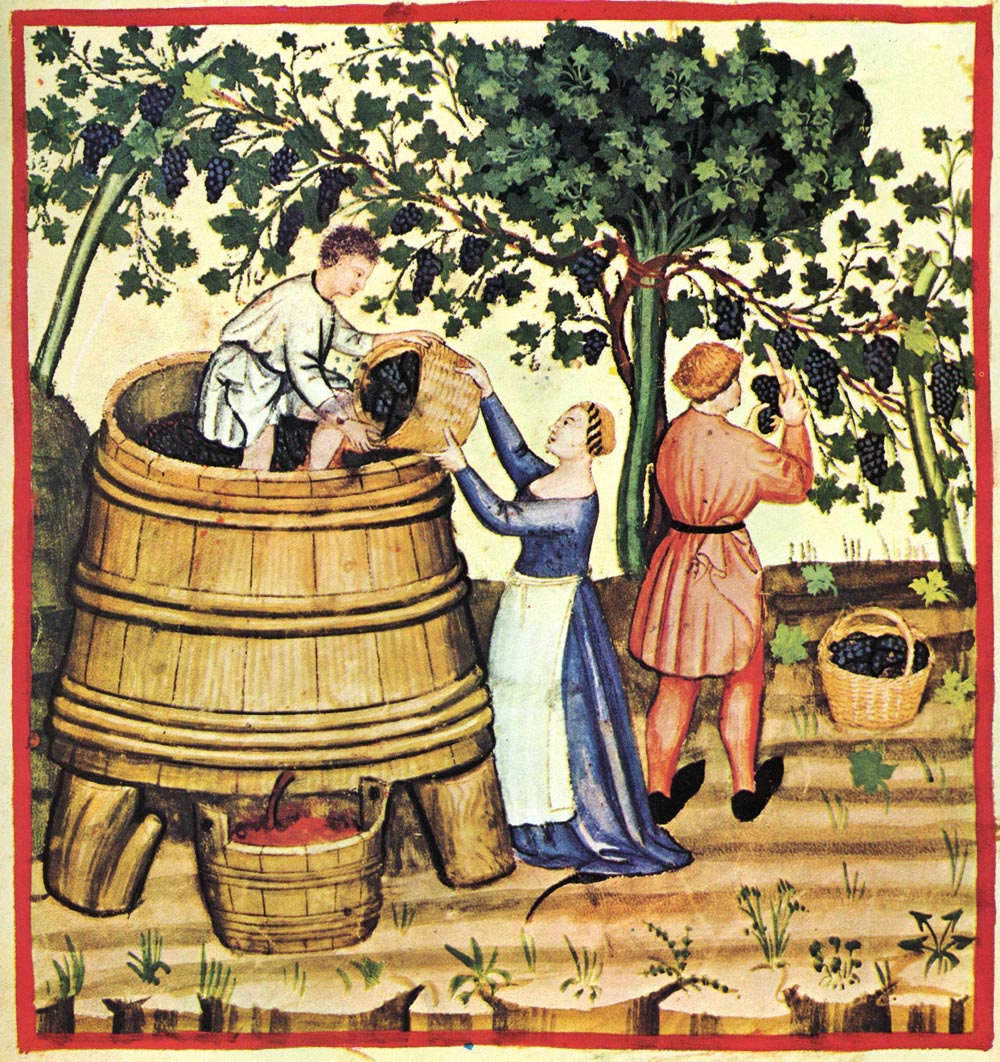
Пресування вина після збору врожаю; Tacuinum Sanitatis, 14 століття.

Кухня Північної Франції схожа з англонормандською кухнею через протоку Ла-Манш, але також має й власні особливості. Типовими для кухні Північної Франції були потаж і бульйони, також французькі кухарі досягли успіху у приготуванні м'яса, риби, та соусів, які вважаються доречними до кожної страви. Використання тіста і кондитерських виробів, що досить популярні у Великій Британії в той час, майже повністю відсутні у рецептах за винятком кількох пирогів. Не було ніяких форм пельменів або оладок, які були так популярні в Центральній Європі. Поширеною звичкою Північної Франції було назвати страви на честь відомих і часто екзотичних місць і людей.
Особливістю французьких кухарів було приготування, так званих, строкатих страв. Це наслідування поширеної у Пізньому Середньовіччі моди на одяг з двома кольорами, контрастними один одному, така тенденція збереглася в костюмах придворних блазнів. Поширене у Західній Європі бланманже, мало північно-французький варіант, де одна частина пофарбована в яскраво-червоний або синій колір. Інший рецепт із Du fait de cuisine 1420 року містить опис інтремету, що складається з голови смаженого вепра, в якого одна половина зелена, а інша золотисто-жовта.

## Західне Середземномор'я
Римський вплив на все Середземномор'я був настільки значним, що й донині основні продукти харчування в більшості країн регіону, як і раніше, — пшеничний хліб, маслини, оливкова олія, вино, сир, і випадковий шматок м'яса або риби. Території від Атлантики до Апеннінського півострова і, особливо, каталаномовні і окситаномовні області тісно взаємопов'язані культурно і політично. Мусульманське завоювання Сицилії та південної Іспанії дуже вплинуло на середземноморську кухню через впровадження нових рослин, таких як лимони, гранати, баклажани і спеції, такі як шафран. Колорит їжі і багато інших методів приготування були передані арабськими загарбниками на їхні європейські володіння і поступово поширилися на регіони далі на північ.